# Norovírus
O norovírus é um tipo de vírus RNA de cadeia simples em sentido positivo, sem cápsula viral, que pode ser transmitido através da rota fecal-oral com ingestão de alimentos ou bebidas contaminados pelo vírus. O norovírus é o principal causador de gastroenterite em adultos na América do Norte, sendo responsável por mais de 90% dos surtos. Epidemias localizadas ocorrem quando grupos de indivíduos passam um período de tempo em relativa proximidade física num local confinado, como em cruzeiros, hospitais, restaurantes, escolas, etc. O vírus também pode ser transmitido pelo ar através da tosse. Os indivíduos podem permanecer infectados mesmo depois da diarreia ter cessado.

## Transmissão
A principal via de transmissão é a fecal oral através do contato pessoa a pessoa. O norovírus é extremamente infeccioso e possui uma resistência que o permite permanecer sobre superfícies que receberam contato de pessoas infectadas, tornando a partilha de objetos e espaços coletivos um problema. Pode ser transmitido através de partículas de saliva ou  por meio de água contaminada e a infecção também está fortemente associada a maus hábitos de higiene (não lavar as mãos).

## Sintomas
O norovírus é também um dos principais causadores de gastroenterites virais no Brasil, os sintomas mais comuns são vômito, diarreia, febrícula e dores abdominais e de cabeça.

## Prevenção
Para prevenir basta tomar cuidados com a higiene pessoal tal como lavar bem os alimentos e as mãos antes de comer, manter os locais limpos e se possível evitar ingesta de água sem tratamento.

## Pesquisa
Pesquisadores que estudam o escudo de proteína do vírus descobriram que eles são ligeiramente torcidos em algumas cepas, e o patógeno pode precisar de átomos de zinco carregados para manter sua casca. Essas descobertas podem ajudar no desenvolvimento de vacinas ou ajudar os pesquisadores a encontrar melhores formas de desinfecção de superfícies contaminadas por vírus. Os cientistas descobriram que as saliências se movem independentemente ou de forma coordenada. Segundo os cientistas, isso pode permitir que o vírus se prepare para a infecção, dependendo de onde estiver, por exemplo, se estiver no trato digestivo de um organismo hospedeiro.